# Salvinorin A
Salvinorin A ist der einzige psychoaktive Vertreter der Stoffgruppe der Salvinorine.

## Vorkommen

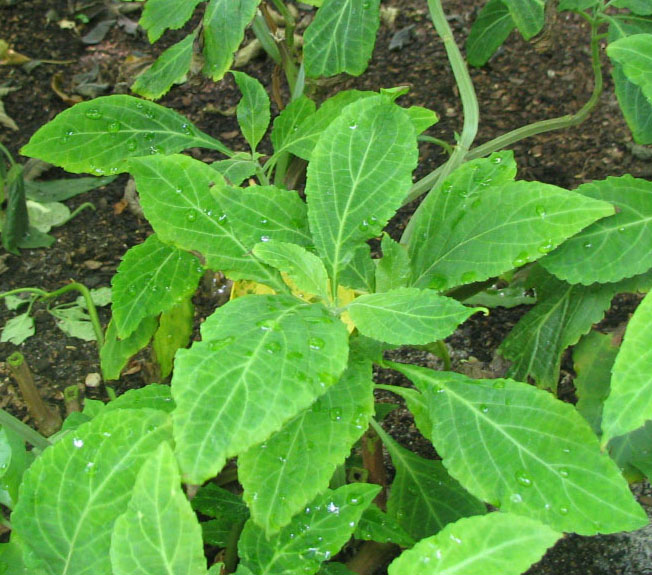
Aztekensalbei (Salvia divinorum)

Das Diterpenoid kommt natürlich als Sekundärmetabolit im Aztekensalbei (Salvia divinorum) in Mengen von maximal 3,7 mg/g Trockengewicht vor.

## Pharmakologie und Wirkung von Salvinorin A
Salvinorin A wurde als selektiver Agonist des κ-Opioid-Rezeptors identifiziert. Der κ-Agonismus ist der Grund für die halluzinogene Wirkung; diese tritt schon bei Dosen zwischen 150 und 500 μg auf. Salvinorin A unterscheidet sich in seiner Pharmakodynamik deutlich von den „klassischen Halluzinogenen“ wie LSD. Im Gegensatz zu diesen wirkt Salvinorin A nicht am 5-HT2A-Rezeptor.